# Naturschutzgebiet Im Stein
Koordinaten: 51° 16′ 35,9″ N, 8° 18′ 52,6″ O
Das Naturschutzgebiet Im Stein mit einer Flächengröße von 2,32 ha liegt südöstlich von Einhaus im Stadtgebiet von Meschede. Es wurde 2020 vom Kreistag des Hochsauerlandkreises mit dem Landschaftsplan Meschede als Naturschutzgebiet (NSG) ausgewiesen. Von 1994 bis 2020 gehörte die heutige NSG-Fläche zum Landschaftsschutzgebiet Meschede.

## Gebietsbeschreibung
Beim NSG handelt es sich um einen standorttypischen und moosreichen Buchenwald auf silikatischen Felsuntergrund. Der Buchenwald weist ein vielfältiges Biotopmosaik aus quellbachgeprägten, sickerfeuchten und felsigen Standorten auf, die stark ineinander verzahnt sind. Der artenarme Hangbuchenwald wurde in der Vergangenheit nicht intensiv forstlich genutzt.
Der Landschaftsplan schreibt zum Wert des NSG: „Mit seinen sehr unterschiedlichen, auf engem Raum wechselnden Standortbedingungen kommt dem Gebiet ein hohes Arten- und Biotopschutzpotenzial zu, das durch eine Herausnahme aus der Bewirtschaftung dauerhaft noch gesteigert werden kann.“

## Schutzzweck
Zum Schutzzweck des NSG führt der Landschaftsplan auf: „Erhaltung eines Waldgebietes, das aufgrund der engen Verzahnung von Klippenbereichen mit Fließgewässer- und Sumpfstandorten ein vielfältiges Biotopmosaik bereithält; Sicherung eines ursprünglichen Waldbildes, das sich aus der umgebenden landwirtschaftlichen Nutzung bzw. deren Aufgabe- / Aufforstungsflächen deutlich abhebt und hier die Klimaxgesellschaft der potenziell natürlichen Vegetationsentwicklung repräsentiert.“

## Zusätzliche Entwicklungsmaßnahme
Als zusätzliche Entwicklungsmaßnahme wurde im Landschaftsplan festgeschrieben, dass das NSG der natürlichen Entwicklung zu überlassen ist, also aus der forstlichen Nutzung genommen werden muss. Die Anlage von Gattern zur Förderung verbissgefährdeter natürlicher Verjüngung und Entwicklung der Krautschicht ist auf dieser Fläche erlaubt.